# Cărpineanca, Hîncești
Cărpineanca este un sat din cadrul comunei Sărata-Galbenă din raionul Hîncești, Republica Moldova.

## Demografie

### Structura etnică
Structura etnică a localității conform recensământului populației din 2004:
| Grup etnic                    | Populație | % Procentaj |
| ----------------------------- | --------- | ----------- |
| Băștinași declarați Moldoveni | 150       | 75,38%      |
| Ucraineni                     | 41        | 20,60%      |
| Țigani                        | 7         | 3,52%       |
| Bulgari                       | 1         | 0,50%       |
| Total                         | 199       |             |